# Joseph Wolstenholme
Joseph Wolstenholme (30 de septiembre de 1829 - 18 de noviembre de 1891) fue un matemático británico.
Wolstenholme nació en Eccles, cerca de Mánchester, en Inglaterra. Fue profesor de matemáticas en la Real Universidad India en Cooper's Hill, Egham, cerca de Londres, desde el año 1871 hasta el año 1889, y fue el autor de Problemas Matemáticos.
Fue un amigo íntimo de Leslie Stephen desde sus estudios de pre-graduado en Cambridge. La escritora Virginia Woolf usó su personalidad para el personaje de Augustus Carmichael en su novela Al faro. 